# (33654) 1999 JX86
1999 JX86 (asteroide 33654) é um asteroide da cintura principal. Possui uma excentricidade de 0.11378310 e uma inclinação de 14.15972º.
Este asteroide foi descoberto no dia 12 de maio de 1999 por LINEAR em Socorro.